# Temporada 1968 de Fórmula 1
Resultats de la Fórmula 1 a la temporada 1968.

## Sistema de puntuació
S'adjudicaven punts als sis primers llocs (9, 6, 4, 3, 2 i 1). Ja no es donen punts per la volta més ràpida. Per al recompte final del campionat només es tenien en compte els cinc millors resultats dels sis primers grans premis i cinc dels sis grans premis següents, d'aquesta manera s'eliminava el pitjor resultat en cada una de les dues parts possibles del campionat (5 de 6 i 5 de 6).
També és puntuable per al Campionat del món de constructors.

## Curses
| Rnd | Cursa                        | Data           | Circuit            | Pilot          | Equip          | Resultats |
| --- | ---------------------------- | -------------- | ------------------ | -------------- | -------------- | --------- |
| 1   | Gran Premi de Sud-àfrica     | 1 de gener     | Kyalami            | Jim Clark      | Lotus - Ford   | Resultats |
| 2   | Gran Premi d'Espanya         | 12 de maig     | Jarama             | Graham Hill    | Lotus - Ford   | Resultats |
| 3   | Gran Premi de Mònaco         | 26 de maig     | Mònaco             | Graham Hill    | Lotus - Ford   | Resultats |
| 4   | Gran Premi de Bèlgica        | 18 de juny     | Spa-Francorchamps  | Bruce McLaren  | McLaren - Ford | Resultats |
| 5   | Gran Premi d'Holanda         | 23 de juny     | Zandvoort          | Jackie Stewart | Matra - Ford   | Resultats |
| 6   | Gran Premi de França         | 7 de juliol    | Rouen-Les-Essarts  | Jacky Ickx     | Ferrari        | Resultats |
| 7   | Gran Premi del Regne Unit    | 20 de juliol   | Brands Hatch       | Jo Siffert     | Lotus - Ford   | Resultats |
| 8   | Gran Premi d'Alemanya        | 4 d'agost      | Nürburgring        | Jackie Stewart | Matra - Ford   | Resultats |
| 9   | Gran Premi d'Itàlia          | 8 de setembre  | Monza              | Denny Hulme    | McLaren - Ford | Resultats |
| 10  | Gran Premi del Canadà        | 22 de setembre | Mont-Tremblant     | Denny Hulme    | McLaren - Ford | Resultats |
| 11  | Gran Premi dels Estats Units | 6 d'octubre    | Watkins Glen       | Jackie Stewart | Matra - Ford   | Resultats |
| 12  | Gran Premi de Mèxic          | 3 de novembre  | Hermanos Rodríguez | Graham Hill    | Lotus - Ford   | Resultats |

## Posició final del Campionat de constructors de 1968
| Pos. | Equip             | Punts | Victòries | Podis | Poles |
| ---- | ----------------- | ----- | --------- | ----- | ----- |
| 1    | Lotus - Ford      | 75    | 5         | 9     | 5     |
| 2    | McLaren - Ford    | 56    | 3         | 6     |       |
| 3    | Matra - Ford      | 45    | 3         | 5     |       |
| 4    | Ferrari           | 37    | 1         | 5     | 4     |
| 5    | BRM               | 28    |           | 4     |       |
| 6    | Cooper - BRM      | 20    |           | 2     |       |
| 7    | Honda             | 14    |           | 2     | 1     |
| 8    | Brabham - Repco   | 12    |           | 2     | 2     |
| 9    | Matra             | 8     |           | 1     |       |
| 10   | McLaren - BRM     | 3     |           |       |       |
| 11   | LDS - Repco       |       |           |       |       |
| 12   | Eagle - Weslake   |       |           |       |       |
| 13   | Cooper - Maserati |       |           |       |       |
| 14   | Cooper - Climax   |       |           |       |       |
| 15   | Brabham - Climax  |       |           |       |       |
| 16   | Lola - BMW        |       |           |       |       |

## Posició final del Campionat de pilots de 1968
| Pos. | Pilot                | N° | País         | Punts | Victòries | Podis | Poles |
| ---- | -------------------- | -- | ------------ | ----- | --------- | ----- | ----- |
| 1    | Graham Hill          | 10 | Regne Unit   | 48    | 3         | 6     | 2     |
| 2    | Jackie Stewart       | 15 | Regne Unit   | 36    | 3         | 4     |       |
| 3    | Denny Hulme          | 1  | Nova Zelanda | 33    | 2         | 3     |       |
| 4    | Jacky Ickx           | 7  | Bèlgica      | 27    | 1         | 4     | 1     |
| 5    | Bruce McLaren        | 2  | Nova Zelanda | 22    | 1         | 3     |       |
| 6    | Pedro Rodríguez      | 8  | Mèxic        | 18    |           | 3     |       |
| 7    | Jo Siffert           | 16 | Suïssa       | 12    | 1         | 1     | 1     |
| 8    | John Surtees         | 5  | Regne Unit   | 12    |           | 2     | 1     |
| 9    | Jean Pierre Beltoise | 21 | França       | 11    |           | 1     |       |
| 10   | Chris Amon           | 6  | Nova Zelanda | 10    |           | 1     | 3     |
| 11   | Jim Clark            | 4  | Regne Unit   | 9     | 1         | 1     | 1     |
| 12   | Jochen Rindt         | 4  | Àustria      | 8     |           | 2     | 2     |
| 13   | Johnny Servoz-Gavin  | 23 | França       | 6     |           | 1     |       |
| 14   | Richard Attwood      | 11 | Regne Unit   | 6     |           | 1     |       |
| 15   | Jackie Oliver        | 11 | Regne Unit   | 6     |           | 1     |       |
| 16   | Ludovico Scarfiotti  | 6  | Itàlia       | 6     |           |       |       |
| 17   | Lucien Bianchi       | 19 | Bèlgica      | 5     |           | 1     |       |
| 18   | Vic Elford           | 18 | Regne Unit   | 5     |           |       |       |
| 19   | Piers Courage        | 22 | Regne Unit   | 4     |           |       |       |
| 20   | Brian Redman         | 16 | Regne Unit   | 4     |           | 1     |       |
| 21   | Jo Bonnier           | 17 | Suècia       | 3     |           |       |       |
| 22   | Dan Gurney           | 14 | EUA          | 3     |           |       |       |
| 23   | Jack Brabham         | 3  | Austràlia    | 2     |           |       |       |
| 24   | Silvio Moser         | 19 | Suïssa       | 2     |           |       |       |
| 25   | Andrea de Adamich    | 10 | Itàlia       |       |           |       |       |
| 26   | Jackie Pretorius     | 23 | Sud-àfrica   |       |           |       |       |
| 27   | Robin Widdows        | 16 | Regne Unit   |       |           |       |       |
| 28   | Basil van Rooyen     | 25 | Sud-àfrica   |       |           |       |       |
| 29   | Sam Tingle           | 18 | Zimbàbue     |       |           |       |       |
| 30   | Bill Brack           | 27 | Canadà       |       |           |       |       |
| 31   | Bobby Unser          | 9  | EUA          |       |           |       |       |
| 32   | Moises Solana        | 12 | Mèxic        |       |           |       |       |
| 33   | Mike Spence          | 12 | Regne Unit   |       |           |       |       |
| 34   | Henri Pescarolo      | 9  | França       |       |           |       |       |
| 35   | Kurt Ahrens          | 17 | Alemanya     |       |           |       |       |
| 36   | Dave Charlton        | 22 | Sud-àfrica   |       |           |       |       |
| 37   | David Hobbs          | 15 | Regne Unit   |       |           |       |       |
| 38   | John Love            | 17 | Zimbàbue     |       |           |       |       |
| 39   | Derek Bell           | 7  | Regne Unit   |       |           |       |       |
| 40   | Frank Gardner        | 28 | Austràlia    |       |           |       |       |
| 41   | Mario Andretti       | 12 | EUA          |       |           |       | 1     |
| 42   | Hubert Hahne         | 18 | Alemanya     |       |           |       |       |